# Football Club Crotone 2014-2015
Questa voce raccoglie le informazioni riguardanti il Football Club Crotone nelle competizioni ufficiali della stagione 2014-2015.

## Stagione
Nella stagione 2014-2015 il Crotone disputa il campionato di Serie B, raccoglie 48 punti che valgono il sedicesimo posto. Un punto sopra i 47 punti di Modena e Virtus Entella che si sono giocati il Play-out per mantenere la categoria, anche se in seguito l'Entella, che ha perso lo spareggio, è stata ripescata per la retrocessione del Catania, retrocessa d'ufficio per illecito sportivo. La compagine pitagorica allenata dal confermato Massimo Drago ha ottenuto 21 punti nel girone di andata, chiuso in terz'ultima posizione. Ha fatto meglio nel girone di ritorno, nel quale ha raccolto 27 punti, sufficienti a raggiungere l'obiettivo di mantenere la categoria. Il campano Camillo Ciano con 17 reti in campionato è stato il bomber stagionale dei rossoblù. Mentre è stato breve il percorso del Crotone in Coppa Italia entrato in scena e subito uscito nel secondo turno, pareggiando (0-0) dopo i supplementari allo Scida con la Casertana, che poi si è imposta (3-4) ai calci di rigore.

## Divise e sponsor
Il Crotone alterna nel corso del campionato, numerose divise prima di indossare quelle definitive a stagione inoltrata. Nella prima giornata contro la Ternana è stata rispolverata la maglia del 2010-11. Nella seconda giornata, invece a Latina viene usata la seconda maglia del 2013-14. Con Carpi e Catania riutilizza la casacca dell'anno precedente, infine a Bologna la maglia bianca della stagione 2012-2013. La partita casalinga contro il Vicenza, disputata a fine settembre, segna l'esordio della prima maglia rossoblù 2014-2015. Zeus sceglie le strisce larghe, arricchite da una righina blu che divise le bande rosse. Il colletto a polo è in maglieria con una scollatura a ‘V' e all'interno presenta la fettuccia tergi sudore e una stampa con la personalizzazione “FC Crotone”. Sul retro troviamo tre lettere in caratteri arcaici greci tradotte in “KRO”, le stesse sono presenti anche nel gonfalone della città di Crotone. Il brand campano firma la maglia con il suo lettering sulla parte frontale e il logo sulle maniche blu. Anche per quanto riguarda i nomi e numeri, sono state utilizzate maglie con tre caratteri differenti in giallo fluo e bianco. Il kit home è abbinato a pantaloncini blu con bordo rosso e calzettoni fasciati di rossoblù. All'occorrenza sono stati usati anche quelli bianchi. La seconda maglia invece, conserva il colletto a polo con i caratteri in greco sul retro, ma diventa bianca con una spessa banda rossa e blu che la attraversa in diagonale. I colori sociali decorano anche il bordo delle maniche, i lembi che chiudono il colletto e pure nomi e numeri. I pantaloncini ed i calzettoni sono entrambi prevalentemente bianchi con inserti rossoblù. Per non confondersi con gli avversari, come spesso accade, i calciatori crotonesi sono scesi in campo anche con la versione in blu. Il terzo kit si presenta all'insegna del giallo evidenziatore. La maglia è decorata da un palo centrale rosso e blu che scende dal colletto, questo sempre a polo. Identici i rimanenti dettagli rispetto alle casacche già descritte. I calzoncini sono blu con il bordo inferiore giallo e rosso. I calzettoni sono interamente gialli fluo.
| Manica sinistra · Manica sinistra · Maglietta · Maglietta · Manica destra · Manica destra · Pantaloncini · Pantaloncini · Calzettoni · Calzettoni |
| Casa |

## Organigramma societario
Area direttiva
- Presidente: Raffaele Vrenna
- Vicepresidente: Salvatore Gualtieri
- Amministratore delegato: Giovanni Vrenna
- Consigliere: Pier Paolo Gualtieri, Raffaele Marino
- Team manager: Emanuele Roberto
- Segretario sportivo: Anselmo Iovine
- Amministrazione: Rosario Panebianco
- Ufficio stampa e marketing: Luciano Ierardi
- Addetto agli arbitri: Valentino Pedullà

Area tecnica
- Direttore sportivo della sezione calcistica: Beppe Ursino
- Allenatore: Massimo Drago
- Allenatore in seconda: Giuseppe Galluzzo
- Allenatore dei portieri: Antonio Macrì
- Assistente tecnico: Ivan Moschella
- Preparatore atletico: Andrea Nocera
- Osteopata: Rocco Massara
- Responsabile sanitario: Francesco Polimeno
- Massaggiatore: Pietro Cistaro, Armando Cistaro
- Medico sociale: Loris Broccolo, Livio Perticone
- Responsabile stadio: Franco Alessi
- Responsabile scout: Antonio Beltrame

## Rosa
Rosa aggiornata all'8 febbraio 2015.
| N. |                     | Ruolo | Calciatore                 |
| -- | ------------------- | ----- | -------------------------- |
| 1  | Slovenia (bandiera) | P     | Pavol Bajza                |
| 1  | Italia (bandiera)   | P     | Alex Cordaz                |
| 3  | Brasile (bandiera)  | D     | Claiton                    |
| 4  | Italia (bandiera)   | C     | Antonio Galardo (capitano) |
| 5  | Italia (bandiera)   | D     | Michele Cremonesi          |
| 6  | Italia (bandiera)   | C     | Jacopo Dezi                |
| 7  | Italia (bandiera)   | A     | Federico Ricci             |
| 8  | Italia (bandiera)   | C     | Nadir Minotti              |
| 8  | Brasile (bandiera)  | C     | Vitor Saba                 |
| 9  | Italia (bandiera)   | A     | Ernesto Torregrossa        |
| 10 | Italia (bandiera)   | C     | Pietro De Giorgio          |
| 11 | Italia (bandiera)   | A     | Andrea Tripicchio          |
| 13 | Italia (bandiera)   | D     | Gian Marco Ferrari         |
| 14 | Camerun (bandiera)  | C     | Kelvin Ewome Matute        |
| 15 | Italia (bandiera)   | C     | Mattia Sprocati            |
| 16 | Croazia (bandiera)  | C     | Diego Silvestro            |
| 16 | Italia (bandiera)   | A     | Davide Voltan              |
| 17 | Italia (bandiera)   | C     | Raffaele Maiello           |
| 18 | Italia (bandiera)   | A     | Stefano Padovan            |

| N. |                           | Ruolo | Calciatore         |
| -- | ------------------------- | ----- | ------------------ |
| 19 | Italia (bandiera)         | C     | Luca Berardocco    |
| 19 | Rep. Ceca (bandiera)      | A     | Michael Rabušic    |
| 20 | Italia (bandiera)         | C     | Aniello Salzano    |
| 21 | Romania (bandiera)        | C     | Sergiu Suciu       |
| 22 | Austria (bandiera)        | P     | Dejan Stojanović   |
| 23 | Somalia (bandiera)        | D     | Abel Gigli         |
| 24 | Italia (bandiera)         | D     | Bruno Martella     |
| 25 | Camerun (bandiera)        | A     | Steve Beleck       |
| 26 | Italia (bandiera)         | D     | Manuel Nicoletti   |
| 27 | Italia (bandiera)         | D     | Giuseppe Zampano   |
| 28 | Italia (bandiera)         | A     | Camillo Ciano      |
| 29 | Nigeria (bandiera)        | A     | Nnamdi Oduamadi    |
| 30 | Romania (bandiera)        | D     | Mihai Bălașa       |
| 31 | Italia (bandiera)         | C     | Giovanni Foresta   |
| 32 | Italia (bandiera)         | D     | Francesco Modesto  |
| 33 | Polonia (bandiera)        | P     | Michal Lewandowski |
| 34 | Italia (bandiera)         | P     | Emanuele Concetti  |
| 35 | Rep. del Congo (bandiera) | D     | Ravy Tsouka Dozi   |
| 39 | Romania (bandiera)        | A     | Adrian Stoian      |

## Calciomercato

### Sessione estiva(dal 1/7 al 1/9)
| Acquisti | Acquisti            | Acquisti      | Acquisti      |
| R.       | Nome                | da            | Modalità      |
| -------- | ------------------- | ------------- | ------------- |
| P        | Michal Lewandowski  | Stal Mielec   | definitivo    |
| P        | Pavol Bajza         | Parma         | prestito      |
| D        | Mihai Bălașa        | Roma          | prestito      |
| D        | Fabio Lebran        | Parma         | definitivo    |
| D        | Matteo Mantovani    | Parma         | comproprietà  |
| D        | Gian Marco Ferrari  | Parma         | prestito      |
| D        | Claiton             | Chievo        | definitivo    |
| D        | Francesco Modesto   | Padova        | definitivo    |
| D        | Abel Gigli          | Parma         | prestito      |
| D        | Giuseppe Zampano    | Martina       | definitivo    |
| D        | Bruno Martella      | Sampdoria     | definitivo    |
| D        | Marco Cane          | Barletta      | prestito      |
| D        | Marco Schiavino     | Ascoli        | fine prestito |
| D        | Leonardo Terigi     | Grosseto      | fine prestito |
| D        | Giuseppe Prestia    | Oțelul Galați | fine prestito |
| C        | Raffaele Maiello    | Napoli        | prestito      |
| C        | Sergiu Suciu        | Torino        | prestito      |
| C        | Aniello Salzano     | Tuttocuoio    | definitivo    |
| C        | Luca Berardocco     | Parma         | prestito      |
| C        | Jacopo Dezi         | Napoli        | comproprietà  |
| C        | Nadir Minotti       | Atalanta      | prestito      |
| C        | Mattia Sprocati     | Parma         | prestito      |
| C        | Federico Ricci      | Roma          | prestito      |
| A        | Davide Voltan       | Padova        | definitivo    |
| A        | Ernesto Torregrossa | Verona        | prestito      |
| A        | Stefano Padovan     | Juventus      | prestito      |
| A        | Camillo Ciano       | Parma         | prestito      |
| A        | Nnamdi Oduamadi     | Milan         | prestito      |
| A        | Steve Beleck        | Fiorentina    | prestito      |

| Cessioni | Cessioni              | Cessioni     | Cessioni      |
| R.       | Nome                  | a            | Modalità      |
| -------- | --------------------- | ------------ | ------------- |
| P        | Alfred Gomis          | Torino       | fine prestito |
| D        | Giuseppe Prestia      | Parma        | prestito      |
| D        | Antonio Mazzotta      | Cesena       | definitivo    |
| D        | Leonardo Terigi       | Alessandria  | definitivo    |
| D        | Alessandro Ligi       | Bari         | definitivo    |
| D        | Marco Schiavino       | Paganese     | definitivo    |
| D        | Marco Cane            | Messina      | prestito      |
| D        | Fabio Lebran          | Como         | prestito      |
| D        | Lorenzo Del Prete     | Novara       | fine prestito |
| D        | Alex Ferrari          | Bologna      | fine prestito |
| D        | Mory Koné             | Parma        | fine prestito |
| D        | Emanuele Suagher      | Atalanta     | fine prestito |
| D        | Antonio Meola         | Livorno      | fine prestito |
| C        | Kelvin Matute         | Pro Vercelli | definitivo    |
| C        | Lorenzo Crisetig      | Inter        | fine prestito |
| C        | Davide Leto           | Martina      | prestito      |
| C        | Danilo Cataldi        | Lazio        | fine prestito |
| C        | Luca Giannone         | Pro Patria   | fine prestito |
| A        | Stefano Pettinari     | Roma         | definitivo    |
| A        | Giuseppe Torromino    | Grosseto     | prestito      |
| A        | Mattia Stefanelli     | San Marino   | prestito      |
| A        | Abou Diop             | Torino       | fine prestito |
| A        | Federico Bernardeschi | Fiorentina   | fine prestito |
| A        | Mikael Ishak          | Parma        | fine prestito |
| A        | Soufiane Bidaoui      | Parma        | fine prestito |

### Sessione invernale(dal 5/1 al 2/2)
| Acquisti | Acquisti         | Acquisti       | Acquisti   |
| R.       | Nome             | da             | Modalità   |
| -------- | ---------------- | -------------- | ---------- |
| P        | Alex Cordaz      | Parma          | prestito   |
| P        | Dejan Stojanović | Bologna        | prestito   |
| C        | Vitor Saba       | Western Sydney | definitivo |
| C        | Kelvin Matute    | Pro Vercelli   | prestito   |
| A        | Adrian Stoian    | Chievo         | prestito   |
| A        | Michael Rabušic  | Verona         | prestito   |

| Cessioni | Cessioni        | Cessioni   | Cessioni      |
| R.       | Nome            | a          | Modalità      |
| -------- | --------------- | ---------- | ------------- |
| P        | Caio            | San Marino | prestito      |
| P        | Pavol Bajza     | Parma      | fine prestito |
| C        | Tomislav Šarić  | Savoia     | prestito      |
| C        | Mattia Sprocati | Parma      | fine prestito |
| C        | Luca Berardocco | Parma      | fine prestito |
| C        | Nadir Minotti   | Atalanta   | fine prestito |
| A        | Nnamdi Oduamadi | Milan      | fine prestito |
| A        | Steve Beleck    | Fiorentina | fine prestito |

## Risultati

### Serie B

#### Girone di andata
| Arbitro: | Mariani (Aprilia) |

|  |           |                           |
|  | Marcatori | 43’ N. Viola 69’ Avenatti |

| Arbitro: | Sacchi (Macerata) |

|              |           |  |
| Sforzini 79’ | Marcatori |  |

| Arbitro: | Abisso (Palermo) |

|           |           |            |
| Ciano 12’ | Marcatori | 90+1’ Poli |

| Arbitro: | La Penna (Roma 1) |

|  |           |                         |
|  | Marcatori | 46’ Beleck 82’ Oduamadi |

| Arbitro: | Pairetto (Nichelino) |

|                    |           |            |
| Ciano 90+3’ (rig.) | Marcatori | 26’ Calaiò |

| Crotone 27 settembre 2014, ore 15:00 CEST 6ª giornata | Crotone                | 0 – 0 referto | Vicenza | Stadio Ezio Scida (3.894 spett.)\| Arbitro: \| Manganiello (Pinerolo) \| |
| Arbitro:                                              | Manganiello (Pinerolo) |               |         |                                                                          |

| Arbitro: | Pezzuto (Lecce) |

|                |           |  |
| Bernardini 62’ | Marcatori |  |

| Arbitro: | Abbattista (Molfetta) |

|                 |           |                                                 |
| Torregrossa 72’ | Marcatori | 37’ F. Lazzari 42’ Pasquato 79’, 84’ Melchiorri |

| Arbitro: | Ros (Pordenone) |

|                                     |           |                 |
| Ciaramitaro 29’, 77’ M. Mancosu 61’ | Marcatori | 48’ Torregrossa |

| Arbitro: | Ripa (Nocera Inferiore) |

|                           |           |                             |
| Torregrossa 37’ Ciano 77’ | Marcatori | 12’ Sgrigna 90+5’ Busellato |

| Arbitro: | Aureliano (Bologna) |

|                             |           |                  |
| Benali 28’ L.A. Scaglia 45’ | Marcatori | 18’ (rig.) Ciano |

| Arbitro: | Di Paolo (Avezzano) |

|                                |           |                  |
| Torregrossa 59’ De Giorgio 83’ | Marcatori | 45’ (aut.) Gigli |

| Arbitro: | Nasca (Bari) |

|                          |           |           |
| Ebagua 42’ Giannetti 47’ | Marcatori | 77’ Ciano |

| Arbitro: | Baracani (Firenze) |

|                                        |           |  |
| Ciano 20’ De Giorgio 66’ Maiello 90+3’ | Marcatori |  |

| Arbitro: | Minelli (Varese) |

|              |           |                   |
| Ferrario 12’ | Marcatori | 37’ (aut.) Troest |

| Arbitro: | Saia (Palermo) |

|                  |           |                               |
| Ciano 62’ (rig.) | Marcatori | 35’, 47’, 81’, 90+4’ Granoche |

| Arbitro: | Roca (Foggia) |

|          |           |                      |
| Comi 25’ | Marcatori | 7’ Ciano 79’ Salzano |

| Arbitro: | Abisso (Palermo) |

|  |           |             |
|  | Marcatori | 86’ Belloni |

| Arbitro: | Fabbri (Ravenna) |

|             |           |  |
| Borghese 4’ | Marcatori |  |

| Arbitro: | Pezzuto (Lecce) |

|                          |           |  |
| Maiello 19’ F. Ricci 89’ | Marcatori |  |

| Arbitro: | Saia (Palermo) |

|               |           |             |
| Mazzarani 34’ | Marcatori | 59’ Claiton |

#### Girone di ritorno
| Arbitro: | Maresca (Napoli) |

|                 |           |             |
| Božinov 5’, 52’ | Marcatori | 88’ Padovan |

| Arbitro: | Di Paolo (Ravenna) |

|                                  |           |             |
| Ciano 40’ (rig.) Torregrossa 73’ | Marcatori | 44’ Valiani |

| Arbitro: | Ripa (Nocera Inferiore) |

|                           |           |                       |
| Di Gaudio 49’ Mbakogu 78’ | Marcatori | 4’ (rig.) Torregrossa |

| Arbitro: | Pasqua (Tivoli) |

|  |           |                 |
|  | Marcatori | 24’, 53’ Laribi |

| Arbitro: | Sacchi (Macerata) |

|              |           |                |
| Castro 90+1’ | Marcatori | 4’ Torregrossa |

| Arbitro: | Saia (Palermo) |

|                |           |  |
| Giacomelli 72’ | Marcatori |  |

| Arbitro: | Abbattista (Molfetta) |

|           |           |  |
| Ciano 20’ | Marcatori |  |

| Arbitro: | Ros (Pordenone) |

|                                   |           |           |
| Memushaj 51’ (rig.) Sansovini 79’ | Marcatori | 59’ Ciano |

| Arbitro: | Roca (Foggia) |

|                 |           |  |
| Torregrossa 70’ | Marcatori |  |

| Cittadella 14 marzo 2015, ore 15:00 CET 31ª giornata | Cittadella       | 0 – 0 referto | Crotone | Stadio Piercesare Tombolato (2.848 spett.)\| Arbitro: \| Pinzani (Empoli) \| |
| Arbitro:                                             | Pinzani (Empoli) |               |         |                                                                              |

| Arbitro: | Merchiori (Ferrara) |

|                             |           |                   |
| Ciano 54’ (rig.) Stoian 68’ | Marcatori | 87’ (rig.) Corvia |

| Perugia 29 marzo 2015, ore 12:30 CEST 33ª giornata | Perugia          | 0 – 0 referto | Crotone | Stadio Renato Curi (10.935 spett.)\| Arbitro: \| Minelli (Varese) \| |
| Arbitro:                                           | Minelli (Varese) |               |         |                                                                      |

| Arbitro: | Pezzuto (Lecce) |

|                 |           |  |
| Padovan 8’, 56’ | Marcatori |  |

| Arbitro: | Ros (Pordenone) |

|            |           |           |
| Minala 87’ | Marcatori | 35’ Ciano |

| Arbitro: | Manganiello (Pinerolo) |

|           |           |           |
| Ciano 85’ | Marcatori | 59’ Thiam |

| Arbitro: | Gavillucci (Latina) |

|                                              |           |  |
| Garritano 15’ Cionek 41’ Granoche 67’ (rig.) | Marcatori |  |

| Arbitro: | Nasca (Bari) |

|                       |           |  |
| Ciano 39’ (rig.), 55’ | Marcatori |  |

| Arbitro: | Abbattista (Molfetta) |

|                                           |           |                       |
| Cosenza 6’ Claiton 26’ (aut.) Ronaldo 54’ | Marcatori | 37’ Maiello 43’ Ciano |

| Arbitro: | Ghersini (Genova) |

|          |           |  |
| Dezi 31’ | Marcatori |  |

| Arbitro: | Maresca (Napoli) |

|                                 |           |           |
| D. Ciofani 16’ Dionisi 41’, 70’ | Marcatori | 79’ Gigli |

| Crotone 22 maggio 2015, ore 20:30 CEST 42ª giornata | Crotone          | 0 – 0 | Virtus Entella | Stadio Ezio Scida (8.500 spett.)\| Arbitro: \| Fabbri (Ravenna) \| |
| Arbitro:                                            | Fabbri (Ravenna) |       |                |                                                                    |

### Coppa Italia
| Arbitro: | Aureliano (Bologna) |

|                                         |                      |                                                 |
| Suciu Ricci Ferrari Salzano Torregrossa | Tiri di rigore 3 – 4 | Carrus Bianco D'Alterio D. Alessandro Chiavazzo |

## Statistiche
Statistiche aggiornate al 28 aprile 2015.

### Statistiche di squadra
| Competizione | Punti | In casa | In casa | In casa | In casa | In casa | In casa | In trasferta | In trasferta | In trasferta | In trasferta | In trasferta | In trasferta | Totale | Totale | Totale | Totale | Totale | Totale | D.R |
| Competizione | Punti | G       | V       | N       | P       | Gf      | Gs      | G            | V            | N            | P            | Gf           | Gs           | G      | V      | N      | P      | Gf     | Gs     | D.R |
| ------------ | ----- | ------- | ------- | ------- | ------- | ------- | ------- | ------------ | ------------ | ------------ | ------------ | ------------ | ------------ | ------ | ------ | ------ | ------ | ------ | ------ | --- |
| Serie B      | 48    | 21      | 10      | 6       | 5       | 25      | 21      | 21           | 2            | 6            | 13           | 17           | 31           | 42     | 12     | 12     | 18     | 43     | 52     | -9  |
| Coppa Italia | -     | 1       | 0       | 1       | 0       | 0       | 0       | -            | -            | -            | -            | -            | -            | 1      | 0      | 1      | 0      | 0      | 0      | 0   |
| Totale       | 48    | 22      | 10      | 7       | 5       | 25      | 21      | 21           | 2            | 6            | 13           | 17           | 31           | 43     | 12     | 13     | 18     | 43     | 52     | -9  |

| Giornata  | 1  | 2  | 3  | 4  | 5  | 6  | 7  | 8  | 9  | 10 | 11 | 12 | 13 | 14 | 15 | 16 | 17 | 18 | 19 | 20 | 21 | 22 | 23 | 24 | 25 | 26 | 27 | 28 | 29 | 30 | 31 | 32 | 33 | 34 | 35 | 36 | 37 | 38 | 39 | 40 | 41 | 42 |
| --------- | -- | -- | -- | -- | -- | -- | -- | -- | -- | -- | -- | -- | -- | -- | -- | -- | -- | -- | -- | -- | -- | -- | -- | -- | -- | -- | -- | -- | -- | -- | -- | -- | -- | -- | -- | -- | -- | -- | -- | -- | -- | -- |
| Luogo     | C  | T  | C  | T  | C  | C  | T  | C  | T  | C  | T  | C  | T  | C  | T  | C  | T  | C  | T  | C  | T  | T  | C  | T  | C  | T  | T  | C  | T  | C  | T  | C  | T  | C  | T  | C  | T  | C  | T  | C  | T  | C  |
| Risultato | P  | P  | N  | V  | N  | N  | P  | P  | P  | N  | S  | V  | P  | V  | N  | P  | V  | P  | P  | V  | N  | P  | V  | P  | P  | N  | P  | V  | P  | V  | N  | V  | N  | V  | N  | N  | P  | V  | V  | N  | P  | N  |
| Posizione | 19 | 20 | 19 | 15 | 17 | 18 | 19 | 20 | 20 | 21 | 22 | 20 | 21 | 20 | 19 | 21 | 18 | 19 | 20 | 18 | 19 | 20 | 18 | 21 | 21 | 21 | 21 | 20 | 20 | 20 | 20 | 19 | 19 | 19 | 18 | 18 | 19 | 16 | 18 | 16 | 17 | 17 |

Fonte:  Classifica Serie B 2014/2015 - Sport - Sky.it, su sport.sky.it, Sky Sport. URL consultato il 1º maggio 2015 (archiviato dall'url originale l'11 settembre 2014).
Legenda:

Luogo: C = Casa; T = Trasferta. Risultato: V = Vittoria; N = Pareggio; P = Sconfitta.